# 陳意嵐
陳意嵐（英語：Tarah Chan，1986年12月11日—），香港混血女演員、藝人、記者，GME Casting Studio旗下藝人。
於2016年正式加入影壇，表現獲多方面讚賞。由於外貌與Twins成員鍾欣潼有幾分相似，被傳媒封為「翻版阿嬌」。同年，她參選由ViuTV舉辦的選美節目《美選D.n.A》。

## 簡介
陳意嵐為混血兒，擁有1/4英國血統，所以朋友暱稱她為「小鬼」。陳意嵐自小便視演員為夢想。大學時期擔任模特兒，為生計而學習化妝，畢業後一直擔任化妝師，為不同藝人如杜汶澤、鍾舒漫、鍾舒祺化妝。最希望成為演員的她，為圓夢想修讀有關戲劇及電影的課程，以進修演技。又參與電影幕後工作以裝備自己。 陳意嵐為追求夢想豁出去，更曾試過全裸試鏡卻未被賞識。杜汶澤太太田蕊妮得知她為闖影壇的決心後，向香港著名導演邱禮濤推薦，並獲賞識，令她成功獲得演出機會。
2015年，陳意嵐正式簽約GME Casting Studio旗下。 2016年，參加由電視台ViuTV舉辦的選美節目《美選D.n.A》；同年並接拍邱禮濤執導電影《選老頂》及《兇手還未睡》。
人靚聲甜，美貌與智慧並重，有如仙女下凡。雖然慢慢淡出娛樂圈，但熱愛戲劇的她，依然歡迎各界人士給予機會演出

## 私人生活
2010年，陳意嵐與香港填詞人陳詠謙結婚，後於2014年離婚。
2023年, 陳意嵐與圈外男朋友低調結婚, 成幸福人妻。

2024年, 混血女星陳意嵐火速懷孕成高齡產婦。

## 影視作品

### 電影
| 上映年分 | 片名       | 角色       |
| -------- | ---------- | ---------- |
| 2015年   | 同班同學   | 會所女模特 |
| 2016年   | 選老頂     | Coco       |
| 2016年   | 兇手還未睡 | Amy        |
| 2017年   | 春嬌救志明 | 飛鷹嫂     |

### 舞台劇
| 播映年分 | 劇名     | 角色 |
| -------- | -------- | ---- |
| 2015年   | 向西聞記 | Eva  |
| 2023年   | 法與情   |      |

| 演出年分 | 舞台劇      |
| -------- | ----------- |
| 2012年   | 玩死卓別靈  |
| 2013年   | Kwok's Room |
| 2014年   | 玩死卓別靈2 |
| 2022年   | 殯至如歸    |

## 節目
| 年分   | 頻道  | 節目               | 備註    |
| ------ | ----- | ------------------ | ------- |
| 2016年 | ViuTV | 美選D.n.A          | 2號佳麗 |
| 2019年 | ViuTV | 晚吹 - 啪啪Partner |         |